# 中山茂
中山 茂（なかやま しげる、1928年6月22日 - 2014年5月10日）は、日本の科学史家。神奈川大学名誉教授。国際科学史アカデミー（International Academy of the History of Science）副会長。

## 経歴
兵庫県尼崎市生まれ。1941年、（旧制）大阪府立北野中学校（現・大阪府立北野高等学校）に入学、同期に漫画家の手塚治虫、元駐英大使の北村汎、東大名誉教授で医学者の渥美和彦がいる。
翌年、広島県に転居し（旧制）広島県立広島第一中学校（現・広島県立広島国泰寺高等学校）に編入。1945年、（旧制）広島高等学校理科甲類（現・広島大学）に入学したが、高須（現・広島市西区）の自宅で原爆により被爆する。
1948年、東京大学理学部天文学科入学のため上京、1951年に卒業。
その後、平凡社に入社。1955年、フルブライト留学生としてハーバード大学大学院に入学、トーマス・クーン、エドウィン・O・ライシャワーと出会う。在学中に英ケンブリッジ大学、京都大学へ留学した際、ジョゼフ・ニーダム、薮内清に師事する。1960年、科学・学術史専攻の博士号（Ph.D. in History of Science and Learning）取得。
帰国後、東京大学教養学部に講師として着任、定年一年前に助教授となる。1989年、東大を定年退官し、神奈川大学教授となった。2008年から2009年、カリフォルニア大学ロサンゼルス校ポール・テラサキ・チェア。
2014年5月10日午後8時23分、肝細胞癌のため東京都渋谷区の病院で死去。85歳没。

## 業績
トーマス・クーンの「科学革命の構造」を翻訳し、クーンの「パラダイム論」を日本に紹介したことで知られる。中国・日本の科学史・科学技術史、大学史、科学の社会史など研究業績は幅広い。1995年、「通史・日本の科学技術」で毎日出版文化賞特別賞受賞。

## 著書

### 単著
- 「占星術 その科学史上の位置」（紀伊国屋新書、1964 / 朝日文庫（改訂版）、1993）
- 「日本の天文学 西洋認識の尖兵」（岩波新書、1972） 
  - 「日本の天文学 占い・暦・宇宙観」（朝日文庫、2000） - 改訂版
- 「歴史としての学問」（中央公論社〈中公叢書〉、1974、新版1986）
  - 「パラダイムと科学革命の歴史」（講談社学術文庫 2013）- 改題増訂版
- 「日本人の科学観」（創元社〈創元新書〉、1977）
  - 「近世日本の科学思想」（講談社学術文庫、1993）- 改題増訂版
- 「野口英世」（朝日新聞社〈朝日評伝選〉 1978、朝日選書 1989 オンデマンド版2005、岩波同時代ライブラリー（改訂版） 1995）
- 「帝国大学の誕生-国際比較の中での東大」（中公新書、1978 / 講談社学術文庫、2024）
- 「宇宙の果てに何があるか-ものの見方・考え方をかえるために」（ごま書房、1980）
- 「転換期の科学観」（日本経済新聞社、1980）
- 「科学と社会の現代史」（岩波書店、1981）
- 「市民のための科学論」（社会評論社、1984）
- 「天の科学史」（朝日選書、1984 / 講談社学術文庫（改訂版）、2011）
- 「宇宙の科学史」（日本放送出版協会、1986）
- 「アメリカ大学への旅 その歴史と現状」（リクルート出版、1988）
- 「一戸直蔵」（リブロポート〈シリーズ民間日本学者〉、1989）
- 「西洋占星術 科学と魔術のあいだ」（講談社現代新書、1992 / 講談社学術文庫、2019）
- 「大学とアメリカ社会 日本人の視点から」（朝日選書、1994）
- 「科学技術の戦後史」（岩波新書、1995）
- 「20・21世紀科学史」（NTT出版、2000）
- 「大学生になるきみへ 知的空間入門」（岩波ジュニア新書、2003）
- 「科学技術の国際競争力 アメリカと日本相剋の半世紀」（朝日選書、2006）
- 「パラダイムでたどる科学の歴史」（ベレ出版、2011）
- 「一科学史家の自伝」（作品社、2013）

### 英文単著
- A History of Japanese Astronomy: Chinese Background and Western Impact (Harvard-Yenching Institute Monograph) (Harvard University Press, 1969)
- Characteristics of Scientific Development in Japan (Lecture series - Centre for the Study of Science, Technology, and Development; 8/77)(CSIR., New Delhi, 1977)
- Academic and Scientific Traditions in China, Japan and the West,(University of Tokyo Press, 1985)
- Science, Technology and Society in Postwar Japan, (Kegan Paul International, 1993)
- The Orientation of Science and Technology: A Japanese View（Global Oriental/Brill, 2009）

### 共著・編著
- 「近世科学思想 上・下」（岩波書店〈日本思想大系62・63〉、1971-72）

古島敏雄・安芸皎一・広瀬秀雄・大塚敬節共校注
- 「現代天文学講座15 天文学史」、「－別巻 天文学人名辞典・年表」（恒星社厚生閣、1982-84）
  - 新版「天文学史」（恒星社厚生閣、1987）
- 「幕末の洋学」（ミネルヴァ書房、1984）
- 「実学のすすめ 《失業社会》にそなえて」（有斐閣選書、1983）
- 「パラダイム再考」（ミネルヴァ書房、1984、新装版1997）
- 「日本の技術力 戦後史と展望」（朝日選書、1986）
- 「ジョゼフ・ニーダムの世界 名誉道士の生と思想」（日本地域社会研究所、1988）、松本茂・牛山輝代共編
- 「科学史研究入門」（石山洋共著、東京大学出版会、1987）
- 「戦後科学技術の社会史」（吉岡斉共編、朝日選書、1994）
- 「「通史」日本の科学技術」（全5巻、学陽書房、1995）、後藤邦夫・吉岡斉と責任編集
- 「民間学事典」（三省堂、1997）、鹿野政直・鶴見俊輔共編
- 「科学革命の現在史」（吉岡斉共編、学陽書房、2002）
- 「授時暦 訳注と研究」（アイ・ケイコーポレーション、2006）、薮内清訳著を補訂

#### 共著・編著（英文）
- Chinese Science: Explorations of an Ancient Tradition (M.I.T. East Asian science series), with Nathan Sivin (coed. MIT Press, 1973)
- Science and society in modern Japan: selected historical sources, with David L. Swain, Eri Yagi, (eds.) Shigeru Nakayama (coed. MIT & University of Tokyo Press, 1974)
- Science, Technology and Society in Contemporary Japan, with M. Low and H. Yoshioka, (Cambridge University Press, 1999)
- A Social History of Science and Technology in Contemporary Japan,Volume 1 : The Occupation Period, 1945-1952, with Kunio Goto and Hitoshi Yoshioka (Trans Pacific Press, 2001)
- A Social History of Science and Technology in Contemporary Japan,Volume 2 : Road to Self-Reliance, 1952-1959, with Kunio Goto and Hitoshi Yoshioka. (Trans Pacific Press, 2005)
- A Social History of Science and Technology in Contemporary Japan, Volume 3: High Economic Growth Period 1960-1969 (Japanese Society Series) , with Kunio Goto and Hitoshi Yoshioka (Trans Pacific Press, 2006)
- A Social History of Science and Technology in Contemporary Japan, Volume 4: Transformation Period 1970-1979, with Kunio Goto and Hitoshi Yoshioka (Trans Pacific Press, 2006)

### 著作集
- 「中山茂著作集」全15巻予定（編集工房 球、2014-）、編集代表吉岡斉、編集 川野祐二・塚原修一・成定薫・吉田忠
  - 第3巻　日本の科学技術と社会の歴史3　1970～2011年　解説吉岡斉（2014年9月）
  - 第5巻　科学と社会の現代史 （2016年）
  - 第7巻　大学と科学 （2020年10月）
  - 第14巻　パラダイムと科学革命　解説成定薫 （2015年4月）

### 翻訳
- 数学文化史 モリス・クライン （蒼樹社、1956、現代教養文庫（上下）、1978、河出書房新社（改訳）、2011、新版2023）
- 科学と国家 デュプレ/レイコフ （東海大学出版会、1965）
- 宇宙論の歩み J.シャロン （平凡社、1971、新版1983）
- 科学革命の構造 トーマス・クーン （みすず書房、1971）、のち新版
- 科学革命の時代 コペルニクスからニュートンへ H.カーニイ 高柳雄一共訳 （平凡社、1972、新版1983）
- 批判的科学 J.R.ラベッツ （秀潤社、1977）
- 中国のコペルニクス N.セビン 牛山輝代共訳 （思索社、1984)
- 中国の錬金術と医術 N.セビン 牛山輝代共訳 （思索社、1985）
- 預言者ノストラダムス あらかじめ語られた未来 ジェイムズ・レイヴァー 中山由佳共訳 （小学館文庫、1999）